# Helixanthera hookeriana
Helixanthera hookeriana är en tvåhjärtbladig växtart som först beskrevs av Wight & Arn., och fick sitt nu gällande namn av Danser. Helixanthera hookeriana ingår i släktet Helixanthera och familjen Loranthaceae. Inga underarter finns listade i Catalogue of Life.